# グランドプラザ前停留場
グランドプラザ前停留場（グランドプラザまえていりゅうじょう）は、富山県富山市西町に設置されている、富山地方鉄道富山軌道線（富山都心線）の停留場である。駅番号はC25。

## 概要
併用軌道に設置されている。富山都心線と本線が合流する西町停留場では環状線電車の乗降はできないため、環状線電車から南富山駅前駅方面に乗り換える場合は、以前はいったん当駅で下車した上で西町停留所まで徒歩で移動する必要があったが、2013年（平成25年）の中町（西町北）停留場の開業により、乗継停留所は中町（西町北）停留場に変更された。当駅が乗継停留所に指定されていた際には降車する際に料金を支払って乗り継ぎ券を受け取り、西町停留場まで移動しての乗り換えとなっていた。
当駅は画像の背景に写っている総曲輪フェリオの前にあるが、地名や通り名や公共施設の名称を基に検討して命名されたため、隣接する富山市が建設･保有している全天候型野外広場グランドプラザから命名された。

## 歴史
- 2009年（平成21年）12月23日：富山地方鉄道の停留場として開業。

## 停留場構造
単式ホーム1面1線の地上駅。上屋を持ち、バリアフリー化されている。

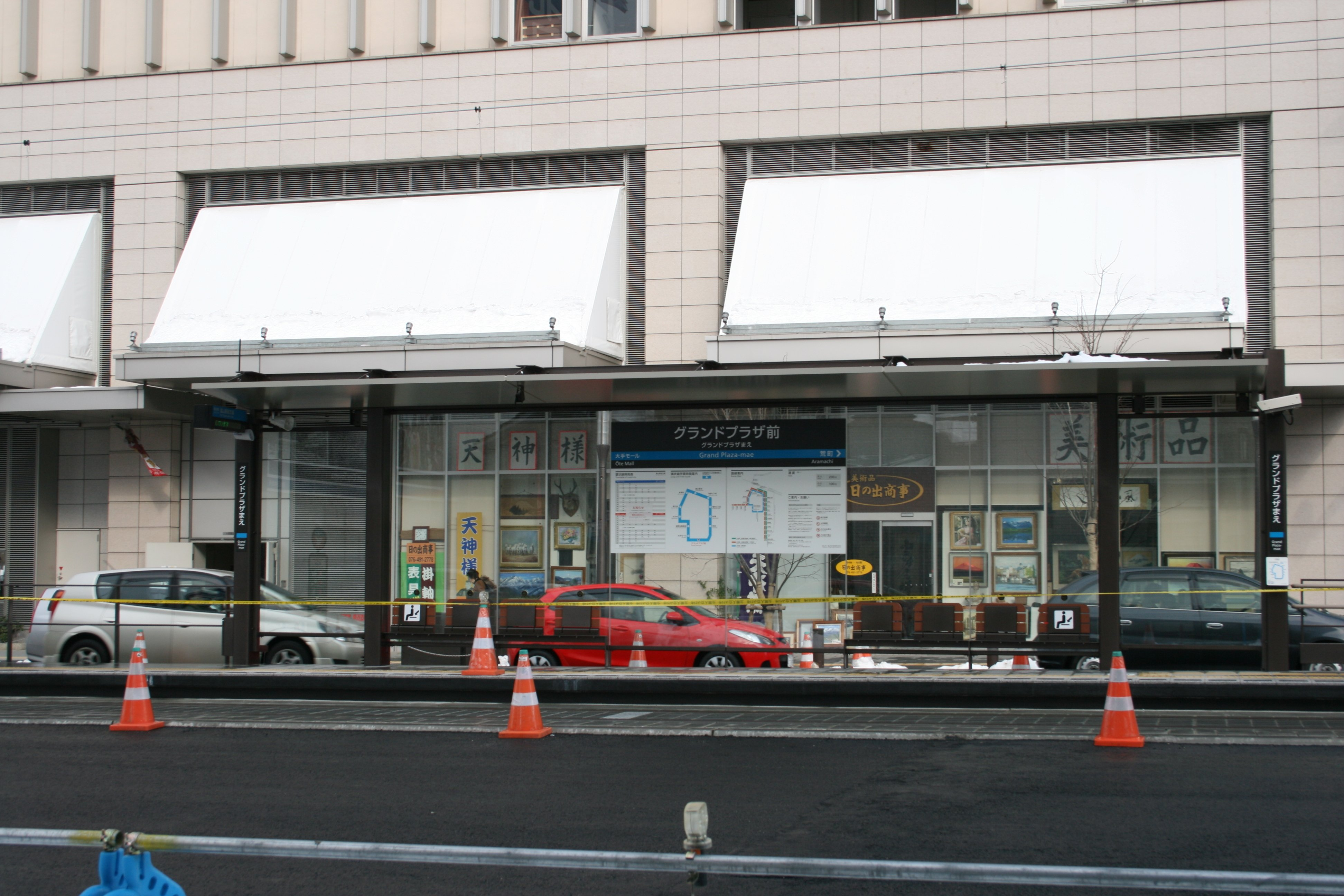
開業前のグランドプラザ前停留場（2009年12月）
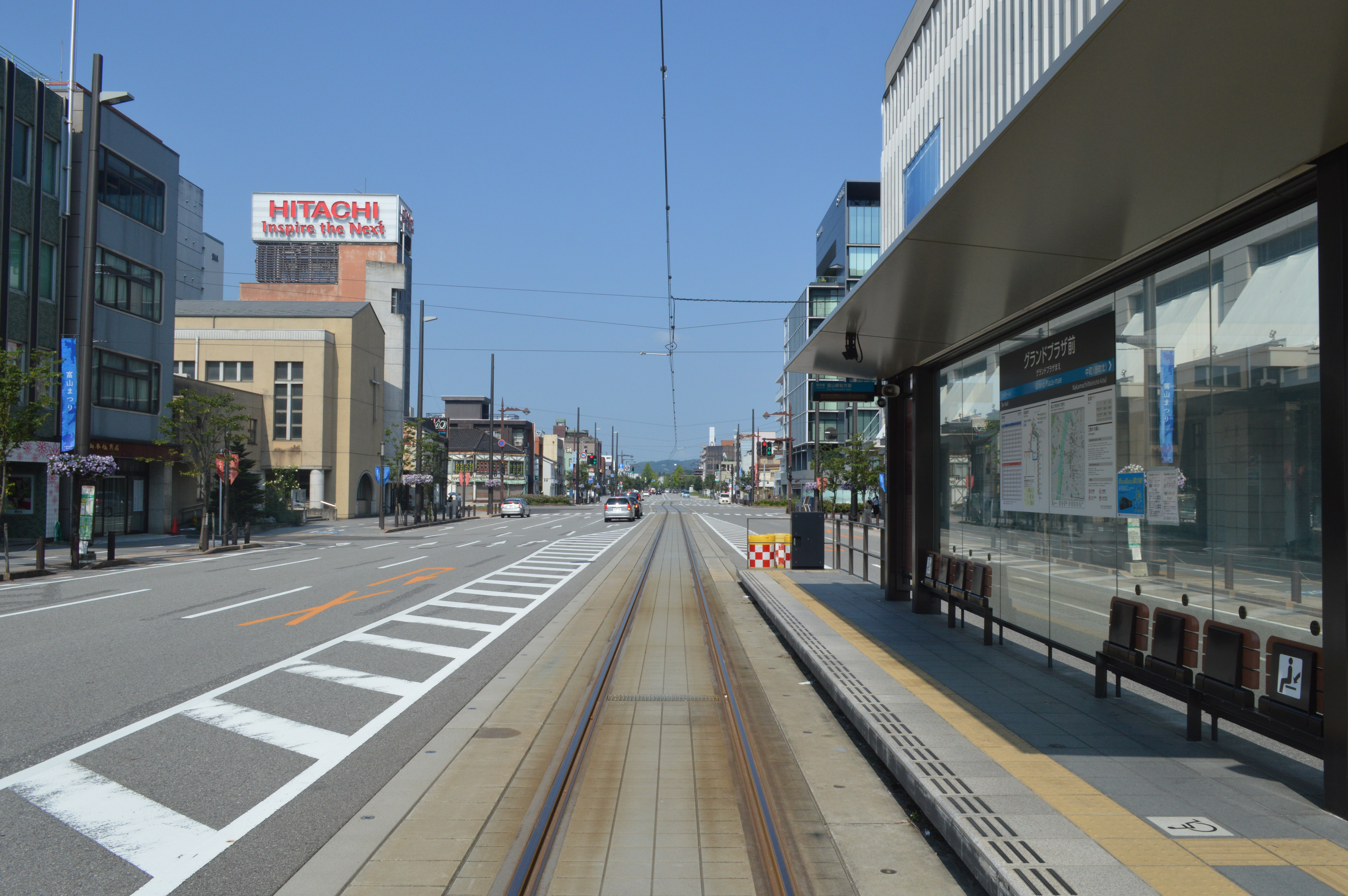
ホーム（2016年7月）

## 停留場周辺
- グランドプラザ
- 総曲輪フェリオ（大和富山店）
- 総曲輪通り商店街
- TOYAMAキラリ（富山市立図書館 本館、富山市ガラス美術館、富山第一銀行 本店）
- 日枝神社
- 本願寺富山別院（西別院）
- 真宗大谷派富山別院（東別院）
- ユウタウン総曲輪（JMAX THEATER とやま、天然温泉 富山 剱の湯 御宿 野乃）
- 秋水美術館
- 天然温泉剱の湯 御宿 野乃

## その他
- 当駅前後の道路上には、1973年（昭和48年）3月まで支線が運行されていたが、その当時は約200 m西側の越前町交差点付近の越前町駅と西町停留場の間には駅は存在しなかった。

## 隣の停留場
富山地方鉄道
富山軌道線（富山都心線）
大手モール停留場 (C24) → グランドプラザ前停留場 (C25) → （西町交） → 中町（西町北）停留場 (C09)